# Tantilla coronadoi
Tantilla coronadoi är en ormart som beskrevs av Hartweg 1944. Tantilla coronadoi ingår i släktet Tantilla och familjen snokar. Inga underarter finns listade i Catalogue of Life.
Denna orm förekommer i delstaten Guerrero i sydvästra Mexiko. Exemplar hittades vid cirka 1500 meter över havet. Habitatet utgörs av lövfällande skogar och av betesmarker. Individerna gräver i lövskiktet och i det översta jordlagret. Honor lägger ägg.
Kanske påverkas ormen negativ av intensivt bruk av betesmarkerna. Troligtvis har Tantilla coronadoi bra anpassningsförmåga. IUCN kategoriserar arten globalt som livskraftig.